# Marek Brzeżański
Marek Jerzy Brzeżański (ur. 1953 w Myślenicach) – polski inżynier, prof. dr. hab. inż.; profesor Politechniki Krakowskiej.

## Życiorys
Ukończył studia na Wydziale Mechanicznym Politechniki Krakowskiej (specjalność: samochody i ciągniki, 1978).
W 1978 służył w Wyższej Oficerskiej Szkole Wojsk Samochodowych w Pile, a następnie w Dywizji Powietrznodesantowej w Krakowie, kończąc ją w stopniu podporucznika rezerwy.
W 1979 podjął pracę na Politechnice Krakowskiej, na której doktoryzował się (1986), a następnie uzyskał habilitację (2007). Tytuł profesora nauk inżynieryjno-technicznych uzyskał 20 stycznia 2021 r. postanowieniem prezydenta RP. Był członkiem Senatu PK w latach 2007–2008 oraz 2016–2020.
Odbył liczne staże za granicą: w Instytucie Pojazdów i Silników na Uniwersytecie Technicznym w Dreźnie, w firmie FEV Motorentechnik w Akwizgranie (Niemcy, 2002), w firmie AVL List GmbH w Grazu (Austria, 2002). Był stypendystą DAAD w Ruhr Universität w Bochum, gdzie również pracował naukowo. W latach 2008–2013 był dodatkowo zatrudniony na stanowisku profesora nadzwyczajnego w Akademii Górniczo-Hutniczej w Krakowie.
W latach 1993–2007 był współpracownikiem redakcji i autorem ogólnopolskiego wydania katalogów motoryzacyjnych pt.  „Samochody świata”.
Od 1994 uczestniczy w pracach Zespołu ds. Zanieczyszczeń Komunikacyjnych, działającego przy Urzędzie Miasta Krakowa i Wojewódzkim Inspektoracie Ochrony Środowiska. Jest zwolennikiem wykorzystania wodoru w rozwoju napędów w transporcie.
W latach 2013 do 2020 był dyrektorem Instytutu Pojazdów Samochodowych i Silników Spalinowych Politechniki Krakowskiej. Obecnie jest kierownikiem Katedry Pojazdów Samochodowych na Wydziale Mechanicznym Politechniki Krakowskiej. Wypromował 5 doktorów nauk technicznych.

## Publikacje
W dorobku ma — jako autor i współautor — 121 publikacji, jak: monografie (6), rozdziały w książkach (8), artykuły naukowe (66) i referaty (41) oraz opracowania naukowo-badawcze (32). Ponadto uzyskał 5 patentów (w tym 1 europejski) oraz dokonał 3  zgłoszeń patentowych.

## Nagrody i wyróżnienia
Za działalność badawczą otrzymał Nagrodę Ministra Szkolnictwa Wyższego i Techniki (zespołową II stopnia).
- 2003 – Brązowy Krzyż Zasługi[7];
- 2015 – Nagroda Rektora PK za osiągnięcia naukowe (zespołowa)[8].